# Sanidine
La sanidine est une espèce minérale du groupe des silicates, sous-groupe des tectosilicates, famille des feldspaths, sous-famille des feldspaths potassiques (K-Feldspath), de formule K Al Si3 O8  avec des traces de Fe, Ca, Na et H2O.
Les autres membres de la sous-famille sont l'orthose et le microcline.

## Inventeur et étymologie
Décrite par le minéralogiste Karl Wilhelm Nose (de) en 1789, elle tire son nom du grec sanis - sanidos (planche - planchette), en allusion à la forme de ses cristaux.

## Topotype
Drachenfels, Eifel, Rheinland, Allemagne.

## Gîtologie
La sanidine est caractéristique des rhyolites et autres roches magmatiques silico-potassiques, solidifiées par une chute rapide de température. Elle s’y forme au-dessus de 700 °C, généralement en gros cristaux isolés.

## Cristallographie
- Paramètres de la maille conventionnelle : a = 8,562 Å, b = 12,996 Å, c = 7,193 Å, Z = 4 ; beta = 116,016 ° V = 719,28 Å3
- Densité calculée = 2,53
- Polymorphe de feldspath alcalin stable à haute température.

La sanidine correspond au degré maximal de désordre : chaque tétraèdre contient en moyenne 25 % d'aluminium et 75 % de silicium. C'est le polymorphe qui intervient à la plus haute température.

## Synonymie
Il existe pour ce minéral de nombreux synonymes :
- feldspath vitreux [5]
- gränzerite, espèce décrite sur des échantillons de Bohême en 1934, depuis déclassée comme synonyme[6].
- rhyacolite (G. Rose)[7]
- riacolite

## Variétés
- azulicite, une variété qui présente une forte iridescence et qui est taillée pour la joaillerie, reconnue comme pierre fine.
- barium-sanidine, une variété riche en baryum (5 % de BaO), décrite à Comb Butte (Comté de Chouteau, Montana, États-Unis), mais présente en d'autres lieux de ce pays[8].

## Critères d'identification
Les différences entre l'orthose, le microcline, l'anorthose et la sanidine sont d’appréciation subjective au seul examen visuel. Le microcline tend à avoir une coloration plus franche et profonde (cas de l’amazonite). La sanidine ne montre pas de macle lamellaire, laquelle est commune dans le cas du microcline. En revanche, il est possible de voir des stries sur les surfaces de clivage dans le cas de la sanidine. L'anorthose et la sanidine apparaissent habituellement en cristaux plats. Pour l'orthose, ce sont les critères d’environnement qui peuvent orienter la reconnaissance sur le terrain.

## Gisements remarquables
Il existe dans le monde de très nombreux gisements de ce minéral.
En France
- Auvergne
  - Font d'Alagnon, Le Lioran, Mont Cantal, Cantal[9]
  - Mont Denise, Espaly-Saint-Marcel, Le Puy-en-Velay, Haute-Loire[10]
  - Puy de Sancy, massif du Mont-Dore, Puy-de-Dôme [11]
- Rhône-Alpes
  - Col de l'Escrinet, plateau du Coiron, Ardèche[12]

Au Canada
- Québec
  - Poudrette, mont Saint-Hilaire, MRC de la Vallée-du-Richelieu[13].

Madagascar
- Ambano, Kaominina Ambano, Distrikan'i Antsirabe II, Faritra Vakinankaratra, Faritany Tananarive[14]

## Galerie

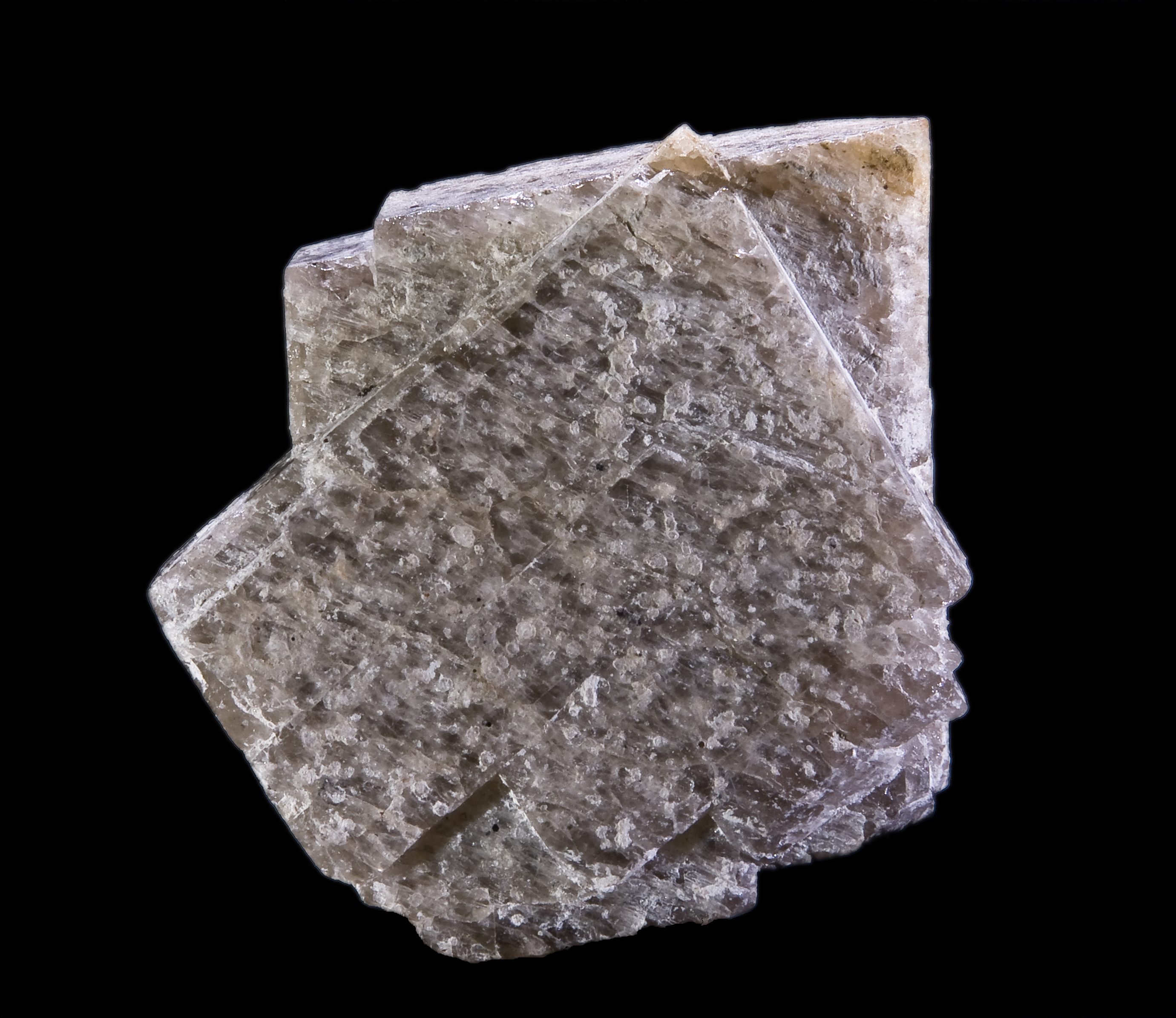
Sanidine, Puy de Sancy, Auvergne, France. (5 × 4,5 cm)
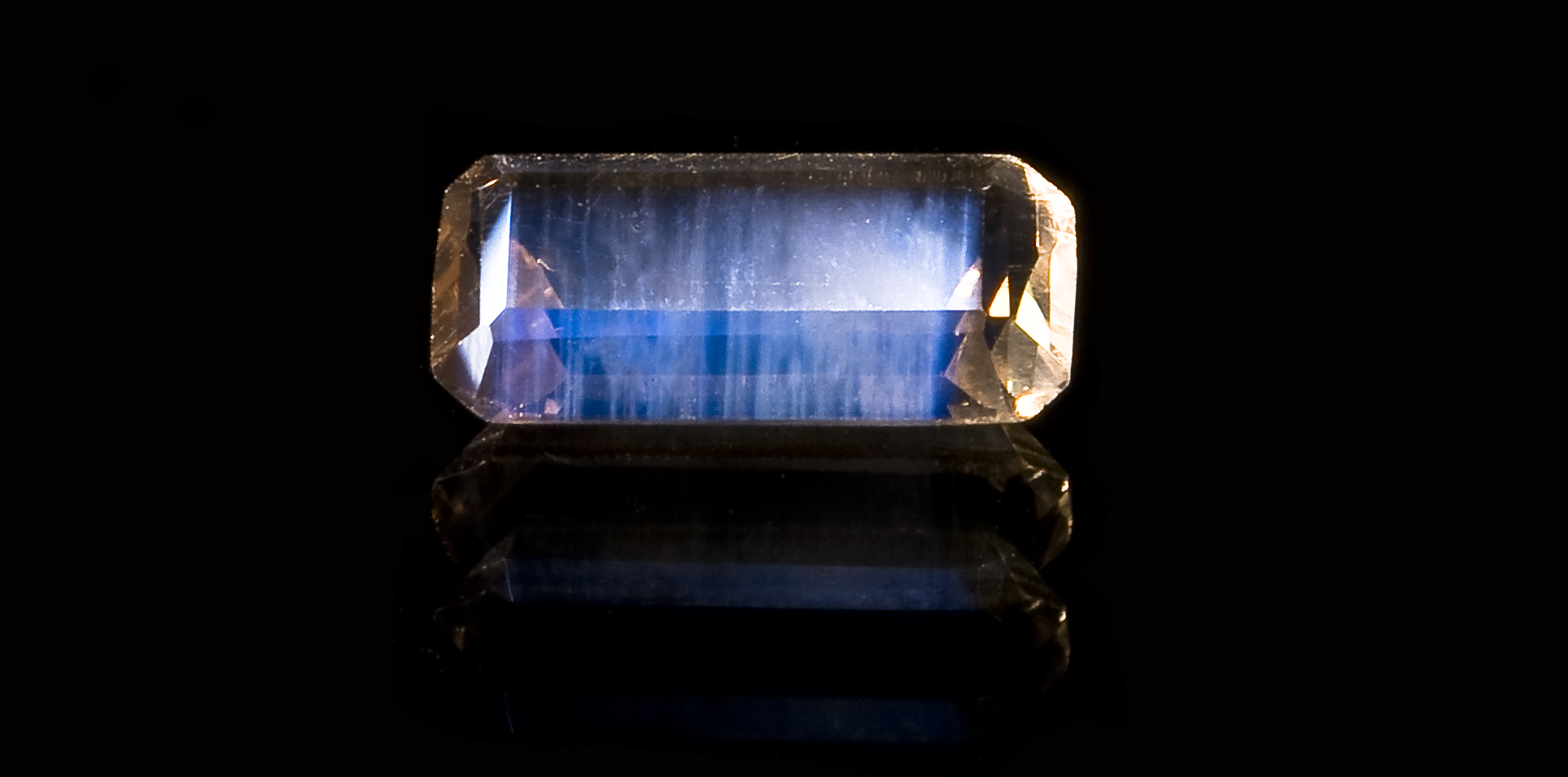
Azulicite taillée 3,60 carat - Mina La Pili, Carmago, État de Chihuahua, Mexique